# Un juego de Huevos
Un Juego de Huevos é um jogo de plataforma 2D. É o primeiro jogo de uma série de jogos baseados no filme de animação Una Película de Huevos lançado em 2006 pela Huevocartoon, que quebrou recordes de bilheteria no México. O filme conta a história de um ovo, Toto, que tenta evitar a frigideira para tornar-se um galo de pleno direito. O jogo começa onde o filme parou. Reúne todos os personagens famosos do cinema, incluindo Toto, Willy, Confi, Serp, Cuache e Tlacua, em um enredo alternativo. Os jogadores assumem o papel de Toto ou Willy, e poderá desbloquear um personagem secreto. O objetivo no jogo é explorar e batalhar por uma série de desafios cada vez mais difíceis no caminho para sua vitória. O jogo proporciona horas de diversão em família, com 25 níveis, 5 emocionantes batalhas com chefões e 10 níveis de competição desbloqueáveis. Ele suporta jogar sozinho ou em dois jogadores, que podem trabalhar juntos como uma equipe ou competir uns contra os outros no modo de corrida. Nele o jogador poderá superar diversos obstáculos para desbloquear e explorar novos "Mundos".
Será lançado também, no México, um pacote exclusivo do console mais o jogo em uma embalagem personalizada acompanhada de um teclado e um DVD do filme Una Película de Huevos, com preço promocional de 1.999 pesos, acompanhada por uma forte campanha publicitária em algumas lojas de departamento.
Os usuários do Zeebo no Brasil também receberão este jogo, entretanto ainda não foi divulgada nenhuma data para o lançamento.

## Gameplay
O jogador assume o papel de Totó ou Willy, e seu objetivo é explorar e batalhar por uma série de desafios cada vez mais difíceis no caminho para a vitória. Há 25 níveis, 5 emocionante batalhas contra Chefes e 10 níveis de competição desbloqueáveis. É possível jogar sozinho ou com um amigo em modo equipe ou competir um contra o outro no modo de corrida.

## Reparto
| Personagem | Ator de voz          |
| ---------- | -------------------- |
| Toto       | Bruno Bichir         |
| Willy      | Carlos Espejel       |
| Confi      | Gabriel Riva Palacio |
| Tlacua     | Fernando Meza        |
| Cuache     | Rodolfo Riva Palacio |
| Serp       | Gabriel Riva Palacio |